# 蓬莱镇 (安溪县)
蓬莱镇，是中华人民共和国福建省泉州市安溪县下辖的一个乡镇级行政单位。

## 行政区划
蓬莱镇下辖以下地区：
蓬莱社区、鹤厅村、龙溪村、吾邦村、龙居村、温泉村、上西村、上智村、上东村、福山村、登山村、鸿福村、蓬星村、植洋村、岭美村、岭南村、岭东村、彭格村、中芹村、竹林村、蓬溪村、联中村、美滨村、鹤前村、联盟村、蓬新村、新林村、新美村、新坂村、寮海村和礤内村。

## 地名由来
福建省安溪县蓬莱镇的名称是由闽南语“坪内”的谐音而来，相传宋朝该地区有一土楼名曰“彭内”，因“彭”与“坪”的閩南語音相近，故「彭内」後又被稱为「坪内」，且安溪地处丘陵地带，潮湿多雨，故山青水秀，于“蓬莱仙境”竟相媲美，故文人雅客将“坪内”写为“蓬莱”并在境内的清水巖山上书写“蓬莱”二字，所以此后清水巖山也成为蓬莱山。“坪内”也称为“蓬莱”。